# Огурцов, Василий Васильевич
Васи́лий Васи́льевич Огурцов (1917—1944) — кавалерист, гвардии старший сержант Рабоче-крестьянской Красной Армии, участник Великой Отечественной войны, Герой Советского Союза (1945).

## Биография
Василий Огурцов родился в 1917 году в селе Добрынское (ныне — Суздальский район Владимирской области). После окончания начальной школы работал маляром в Москве. В июле 1941 года Огурцов был призван на службу в Рабоче-крестьянскую Красную Армию и направлен на фронт Великой Отечественной войны. В боях три раза был ранен.
К октябрю 1944 года гвардии старший сержант Василий Огурцов командовал сабельным отделением 1-го взвода 4-го эскадрона 45-го гвардейского кавалерийского полка 12-й гвардейской кавалерийской дивизии 5-го гвардейского кавалерийского корпуса 2-го Украинского фронта. Отличился во время освобождения Венгрии. 12 октября 1944 года отделение Огурцова атаковало немецкую автоколонну и разгромило её, захватив большое количество оружия и боевой техники. 25 декабря 1944 года Огурцов в числе первых ворвался на станцию Кечкед под Будапештом. Когда в разгар боя под ним погибла лошадь, Огурцов продолжал вести огонь из личного оружия и сражаться врукопашную. Он погиб в том бою от пуль вражеского бронетранспортера. Похоронен в пригороде Будапешта.
Указом Президиума Верховного Совета СССР от 24 марта 1945 года за «образцовое выполнение боевых заданий Командования на фронте борьбы с немецкими захватчиками и проявленные при этом отвагу и геройство» гвардии старший сержант Василий Огурцов посмертно был удостоен высокого звания Героя Советского Союза. Также был награждён орденами Ленина (24.03.1945; посмертно) и Красной Звезды (24.02.1944), медалью «За отвагу» (26.09.1943).
В честь Огурцова названы улицы в родном селе Добрынское и посёлке Боголюбово Суздальского района.
Из наградного листа на В. В. Огурцова:

12.10.1944 года действуя в дозоре ГПЗ на маршруте ИНЕЦ — ШУШТОРОЛ — СИШТЕРЯ ст. сержант ОГУРЦОВ двумя казаками встретил у высоты 286 колонну автомашин противника в количестве 30 шт. и три самоходных пушки. Казаки внезапно обрушили огонь своих автоматов на экипажи самоходных пушек и автотранспорт противника, противник в панике бросился бежать. Экипажи самоходных пушек приняли бой с тремя отважными гвардейцами, казаки забросали гранатами самоходные пушки и вывели из строя две самоходных пушки и вступили в рукопашный бой с экипажами пушек. В этой неравной схватке ОГУРЦОВ лично убил 8 солдат противника, одному офицеру разбил прикладом голову. На выручку немцам подбежало ещё трое немецких солдат вооруженные ножами, ОГУРЦОВ одного немца повалил в голову ударом своим сломанным автоматом, другого свалил на землю и зубами перегрыз ему горло, тут внезапно появился вражеский танк, ОГУРЦОВ из-за подбитой немецкой самоходной пушки гранатой вывел этот танк из строя, экипаж казаки также полностью уничтожили. В этом бою взято трофеев: 30 автомашин с грузами, 2 самоходных пушки, 1 танк, 8 мотоциклов, 3 орудия и более 2000 снарядов и много разного продовольствия и военного имущества.
Достоин: присвоения звания Героя Советского Союза.
Командир 45 гвардейского казачьего Донского кавалерийского Краснознамённого ордена Богдана Хмельницкого полка
гвардии подполковник Калашников

28 ноября 1944 года.
Боевые товарищи сохранили автомат и лопату Героя. Ныне они хранятся в Музее истории донского казачества в Новочеркасске.